# Дюрренрот
Дюрренрот (нім. Dürrenroth) — громада  в Швейцарії в кантоні Берн, адміністративний округ Емменталь.

## Географія
Громада розташована на відстані близько 31 км на північний схід від Берна.
Дюрренрот має площу 14,1 км², з яких на 5,5% дозволяється будівництво (житлове та будівництво доріг), 71,1% використовуються в сільськогосподарських цілях, 23% зайнято лісами, 0,3% не є продуктивними (річки, льодовики або гори).

## Демографія
2019 року в громаді мешкало 1046 осіб (-2,8% порівняно з 2010 роком), іноземців було 3,3%. Густота населення становила 74 осіб/км².
За віковим діапазоном населення розподілялося таким чином: 23,2% — особи молодші 20 років, 56% — особи у віці 20—64 років, 20,7% — особи у віці 65 років та старші. Було 430 помешкань (у середньому 2,4 особи в помешканні).
Із загальної кількості 446 працюючих 184 було зайнятих в первинному секторі, 95 — в обробній промисловості, 167 — в галузі послуг.